# Sinfonie A-Dur (Saint-Saëns)

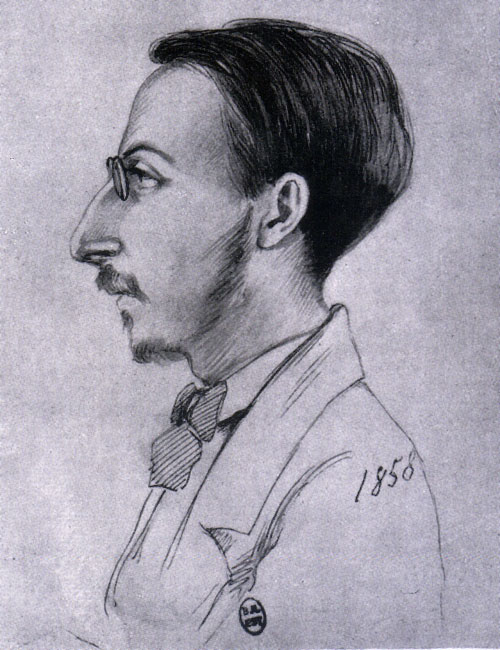
Saint-Saëns im Jahr 1858

Die Sinfonie A-Dur ist ein Werk für Orchester des französischen Komponisten Camille Saint-Saëns.

## Instrumentierung und Satzbezeichnungen

### Instrumentierung
2 Flöten
2 Oboen
2 Klarinetten
2 Fagotte
2 Hörner
2 Trompeten
Pauken
Streicher

### Satzbezeichnungen
1. Poco adagio – Allegro vivace (A-Dur)
2. Larghetto (D-Dur)
3. Scherzo vivace (A-Dur)
4. Finale: Allegro molto – Presto (A-Dur)

## Allgemeines
Saint-Saëns schrieb die Sinfonie 1850 im Alter von 15 Jahren; sie gehört damit zu seinem Frühwerk. Saint-Saëns wandte sich mit ihr der absoluten Musik zu, die aber damals in Frankreich wenig geschätzt war.
Das Werk enthält offensichtliche Einflüsse der Komponisten Wolfgang Amadeus Mozart und Ludwig van Beethoven.
Heute wird das Werk selten aufgeführt. Von seinen insgesamt fünf Sinfonien wird nur die 3. Sinfonie relativ oft aufgeführt.